# 1. Division 1921/1922
Dvacátý druhý ročník 1. Division (1. belgické fotbalové ligy) se konal od 4. září 1921 do 18. června 1922.
Soutěže se zúčastnilo již nově 14 klubů. Sezonu vyhrál poprvé v klubové historii Beerschot VAC, který porazil v dodatečném utkání Royale Union Saint-Gilloise 2:0. Nejlepším střelcem se stal opět hráč Beerschot VAC Ivan Thys, který vstřelil 21 branek.